# Filip Vennerström
Filip Vennerström (13 marzo 1998) è un ex sciatore alpino svedese.

## Biografia
Vennerström, attivo dal novembre del 2014, ha disputato 8 gare in Coppa Europa (la prima il 29 novembre 2016 a Levi in slalom gigante, l'ultima il 25 gennaio 2019 a Courchevel nella medesima specialità), senza completarne nessuna; si è ritirato al termine della stagione 2018-2019 e la sua ultima gara è stata uno slalom speciale FIS disputato il 20 aprile a Sundsvall. Non ha debuttato in Coppa del Mondo né preso parte a rassegne olimpiche o iridate.

## Palmarès

### Campionati svedesi
- 4 medaglie:
  - 1 oro (combinata nel 2018)
  - 2 argenti (slalom speciale nel 2017; slalom speciale nel 2018)
  - 1 bronzo (combinata nel 2017)